# General Luna (Surigao del Norte)
General Luna, antes conocido como Cabuntug,  es un municipio filipino de quinta categoría, situado en isla de Siargao, adyacente a la de Mindanao, al nordeste de la misma. Forma parte de  la provincia de Surigao del Norte situada en la Región Administrativa de Caraga, también denominada Región XIII. Para las elecciones está encuadrado en el Primer Distrito Electoral.

## Geografía
Municipio situado al sureste de la isla de Siargao, adyacente a la de Mindanao, 40 millas náuticas al este de Surigao, la capital de la provincia, 16 km al este de Dapa, ribereño del mar de Filipinas, a poca distancia de la fosa de Filipinas. Situado en la playa del mar disfruta de buena ventilación como pueblo playero, y su clima, aunque muy caluroso, es sin embargo saludable.

"...La ocupación de los naturales de este pueblo es la pesca , reduciéndose toda su agricultura á cosechar una cantidad insignificante de arroz, cacao, abacá; dedicándose
para poder atender á sus necesidades á recoger oro en algunos lavaderos; cera y miel que depositan las abejas en los troncos de los árboles de los bosques y quebradas...."
Buzeta y Bravo, Tomo 1, página 450 CAB

Su término está formado por una porción de la isla de Siargao y otras islas adyacentes: Anajauán, Daco, Mam-on, Antokon y La Januza.
El islote de Guyam corresponde al barrio de  Daku.
La parte de su término situada en la isla de Siargao linda al norte con el municipio de Pilar y al oeste con Dapa.

### Barangays
El municipio  de Cabuntug se divide, a los efectos administrativos, en 19 barangayes o barrios, quince  están situados en la parte continental, mientras que los cuatro restantes se encuentran en las islas adyacentes, conforme a la siguiente relación:
| - Anajawan - Cabitoonan - Catangnan - Consuelo | - Corazón - Daku - La Januza - Libertad | - Magsaysay - Malinao - Población, dividida en 5 barrios (Purok I a V) | - Santa Cruz - Santa Fe - Suyangan - Tawin-tawin |

## Surf
Cabuntug es la capital del surf de Filipinas y en sus playas se celebran competiciones internacionales y nacionales de surf debido a la nube 9 olas (Cloud 9 Surfing Area), uno de los más rápidos,  difíciles y peligrosos. Se encuentra en el barrio de Catangnan.
Estos eventos se llevan a cabo anualmente  durante los meses de septiembre y octubre.
Entonces los aficionados al surf que vienen de todo el mundo prueban suerte en contra de las fuertes olas que vienen del océano Pacífico.

## Medio ambiente
La zona está protegida en el ámbito denominado Siargao Islands Protected Landscapes and Seascapes (SIPLAS-PH082S) que abarca nueve  municipios (Burgos, Dapa, Del Carmen, San Isidro, San Benito, Santa Mónica y Socorro) y 131 Barangays Carmen, General Luna , Pilar.
La superficie es de 278,914 hectáreas, terrestres 62,796 y marinas 216,913.

## Historia
Cuenta la leyenda que cuando suena la gran campana de la iglesia parroquial católica de Cabuntug  puede ser escuchado en  Mindanao. El sonido de la campana era escuchado por los piratas musulmanes. Los vecinos para protegerse de esta evidencia que delataba su posición decidieron  deshacerse de la campana arojándola al río Campujong. Esta acción en el dialecto local era conocida como Buntog.
Pero esta no es la única leyenda. Antaño Cabuntog  disfrutó de ñaos pacíficos que se alternaban con otros sangrientos.
Los población autóctona del lugar pertenece a la etnia de los caraganos o gente de la provincia de Caraga, que subsisten de la pesca y la agricultura.
Tras la llegada de los colonizadores españoles en el siglo XVI, en el año 1631 se produce una revuelta de los caraganos en Mindanao, quines atacaron y arrasaron Cabuntog.
El párroco se salvó huyendo a Bacuag,  pero su asistente fue capturado y decapitado en una zona pantanosa en el límites de los barrio con el municipio de Dapa.
Entre los años entre 1631 y 1749 se disfruta un período de paz. Se produce la evangelización de la comarca estableciéndose la población diseminada en los nuevos poblados.
Los invasores musulmanes acaban con este período cuando atacan El Parokya de Cabuntog.
De nuevo fue atacada en 1756 y también en 1856.
El actual territorio de Surigao del Norte fue parte de la provincia de Caraga durante la mayor parte del período español.

"...CABUNTUG; visita ó anejo, que forma jurisd. civil y ecl. con los Cacub, Dapa y Sapao su inmediato, del cual dista como unas 6 leg. en la isla de Siargao adscrita á la prov. de Caraga, dióc. de Cebú..."
Buzeta y Bravo, Tomo 1, página 450 CAB

Así, a principios del siglo XX la isla de Mindanao se hallaba dividida en siete distritos o provincias.
El Distrito 3º de Surigao, llamado hasta 1858  provincia de Caraga, tenía por capital el pueblo de Surigao e incluía la  Comandancia de Butuan.
Uno de sus pueblos era Cabantog, hoy General Luna de 5,129 habitantes incluyendo sus visitas de Dapás, Pila, Cambasag y Socorro;

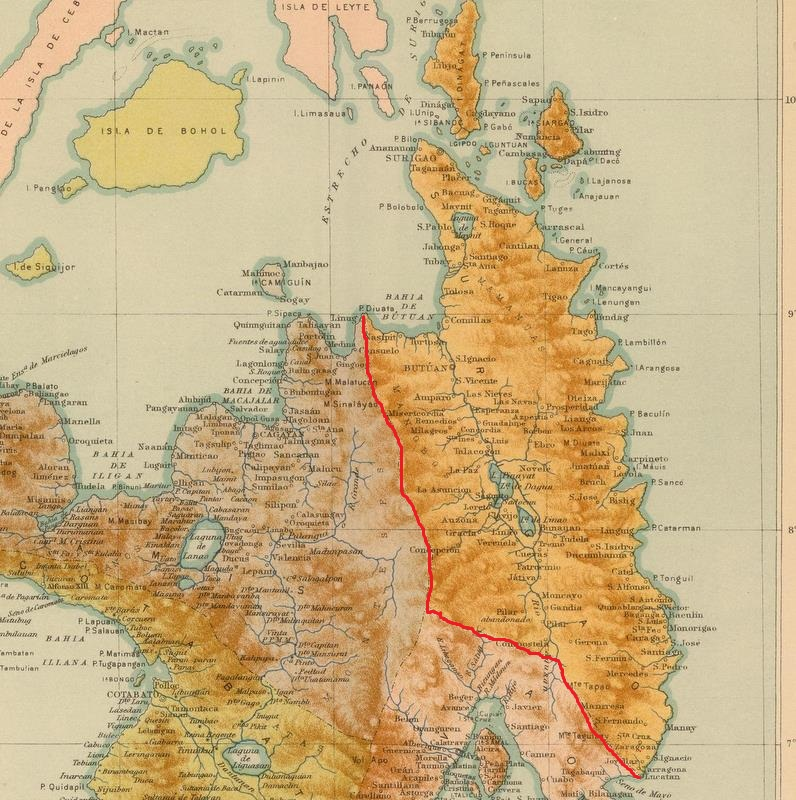
Provincia de Surigao en 1899.

Durante la ocupación estadounidense de Filipinas  fue creada la provincia de Surigao, siendo Dapa  uno de sus 14  municipios. En 1904 muchos municipios  se convirtieron en barrios. La provincia de Surigao retuvo sólo los de Surigao, Placer, Dinagat y Dapa.
Este fue  el caso del pueblo de Cabuntog que pasa a convertirse en un barrio de este municipio de Dapa.
El 1 de agosto de 1919, dos décadas más tarde,  a través de los esfuerzos de los incondicionales políticos locales de la época, como Silvestre C. Plaza, Agosto E. Espejon, Montano Minglana, Mauricio A. Comandante, Fabian E. etc, recupera su condición de municipio.
El 18 de septiembre de 1960 la provincia de Surigao fue dividida en dos: Surigao del Norte y Surigao del Sur.